# Leif Svalesen
Leif Svalesen (født 1939, død 25. juli 2010) fra Arendal i Norge, var kendt for i 1974 at have fundet vraget af det danske (eller dansk-norske) slaveskib Fredensborg sammen med to andre amatørdykkere. Svalesen deltog i de marinarkæologiske udgravninger og forfattet en bog om slaveskibets sidste rejse i trekantfarten 1767-1768. Han var desuden en vigtig drivkraft bag de tre museumsudstillinger, som præsenterer slaveskibets sidste rejse. Den vigtigste udstilling befinder sig på Aust-Agder kulturhistoriske senter i Arendal, og de to andre er henholdsvis på Nationalmuseet i Accra i Ghana og på den tidligere danske koloniø Sankt Croix i Dansk-Vestindiske øer.
Svalesen var fra 1994 til 2004 medlem af UNESCO's videnskabelige komite for slaveruteprojektet.

## Priser
For sit arbejde med at dokumentere og formidle «Fredensborg», blev Svalesen blandt andre tildelt den norske Kongens fortjenstmedalje i gull. I 2000 fik han årets kulturpris fra Center for afrikansk kulturformidling (CAK).